# Mercedes-Benz Classe C
La Mercedes-Benz Classe C è la serie media di berline, familiari e coupé della casa automobilistica tedesca Mercedes-Benz. È stata prodotta in varie serie, riconoscibili dal tipo progetto: la prima fu la Mercedes-Benz W202, prodotta dal 1993 al 2000, la seconda la Mercedes-Benz W203 (2000 – 2007), la terza la Mercedes-Benz W204 (2007 – 2013), la quarta la Mercedes-Benz W205 (2014 – 2021); la quinta, Mercedes-Benz W206, è stata presentata nel 2021.

## Storia
La commercializzazione iniziò nel 1993; è stato il modello più piccolo della casa di Stoccarda fino alla presentazione della Classe A, avvenuta nel 1997.
La Classe C è sempre stata venduta sia in versione berlina sia station wagon; a partire dalla serie W203 si è aggiuntala versione coupé. È stata la prima auto Mercedes a montare la nuova generazione di propulsori Kompressor a compressore volumetrico.

## Le serie

### Prima serie (W202, 1993-2000)

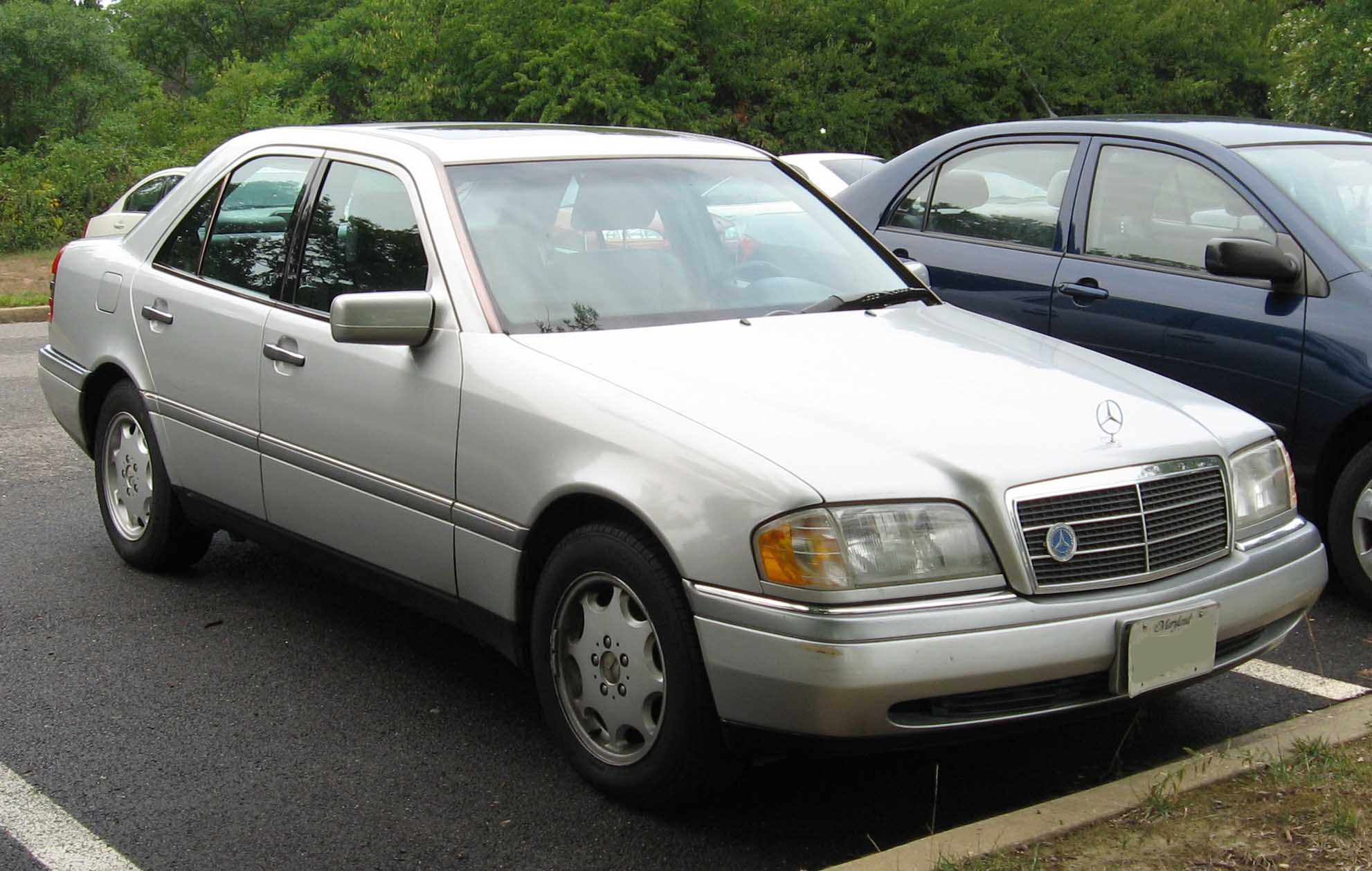
W202

Venne presentata in sostituzione della Mercedes-Benz W201, ossia della 190, ed era equipaggiata da motori in linea a 4 cilindri per C 180 (1.8 L, 122 PS (120 hp/90 kW)), C 200 (2.0 L, 136 PS (134 hp/100 kW) e C 220 (2.2 L, 150 PS (148 hp/110 kW). Per quanto riguarda i motori a benzina, l'ammiraglia era la C280 con un motore a sei cilindri, sempre in linea (190 hp/142 kW). I motori diesel equipaggiavano invece le C200D, C220D e C250D. Sin dalla presentazione era disponibile anche una versione AMG, la 36 AMG con un propulsore da 3606 cm³.
Gli ingombri della berlina erano di 4487 mm di lunghezza, 1723 mm di larghezza e 1425 mm di altezza; il peso variava tra i 1.350 e i 1.610 kg.
Nei successivi anni la gamma dei motori vide la messa in produzione delle versioni C200 Kompressor, C230 Kompressor e della nuova generazione di motori Diesel, detti CDI, che usavano la tecnologia common rail, apparsa a cavallo tra il secondo e il terzo millennio.
Esteticamente la gamma subì un restyling nel 1996, contemporaneamente con il lancio dei nuovi propulsori.

### Seconda serie (W203, 2000-2007)

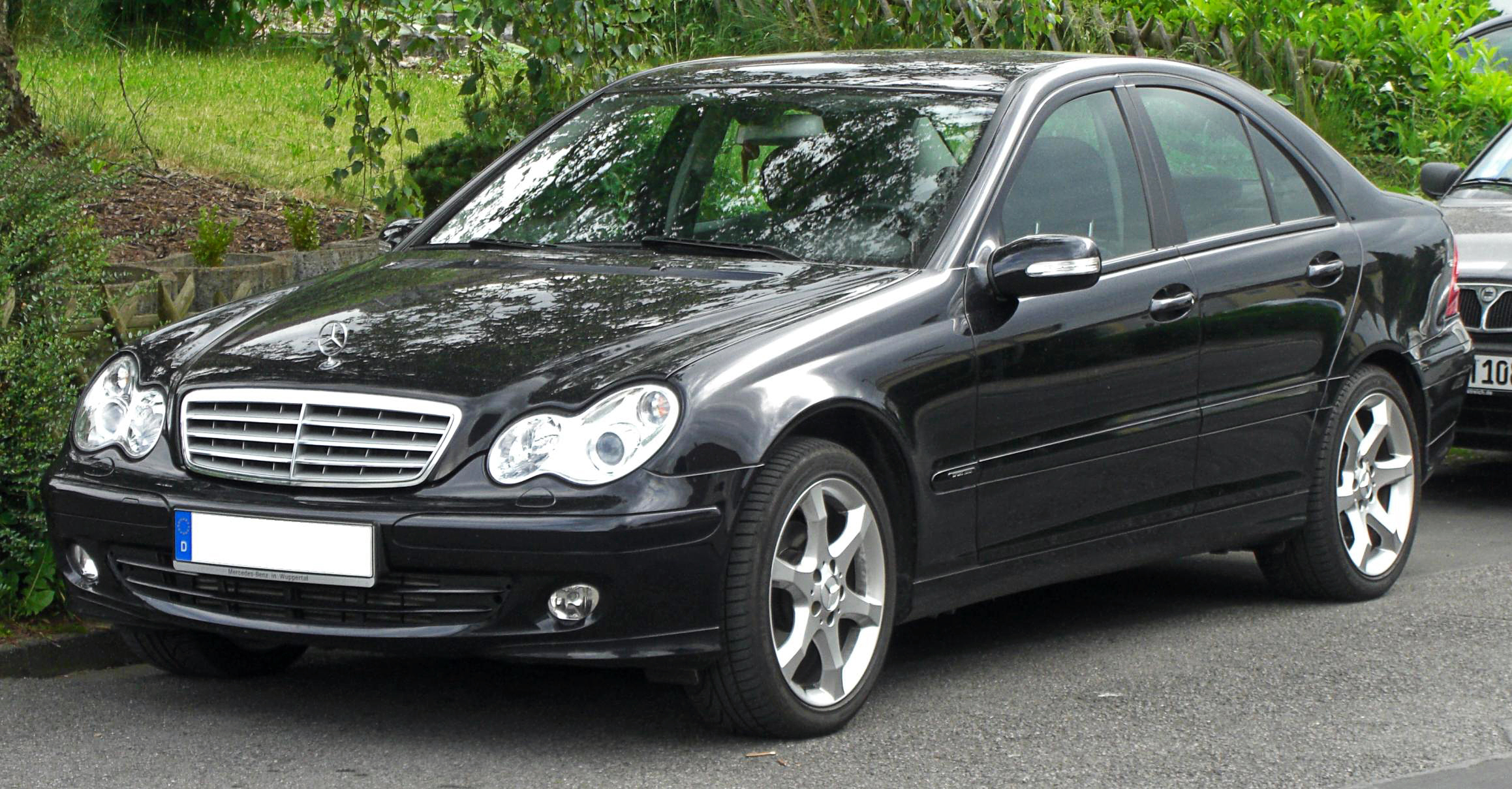
W203

La seconda serie è stata commercializzata prima in versione berlina nel 2000; la station wagon uscì nel 2001 insieme con la Sportcoupé. La linea segnava una svolta nello stile Mercedes, molto più filante e rotonda, simile all'ammiraglia Classe S. La dotazione di serie comprendeva per tutti gli allestimenti i controlli elettronici ABS, ESP, ASR, 6 airbag e climatizzatore bizona. Gli allestimenti disponibili erano tre: Classic, Elegance e Avantgarde.
Nei primi mesi del 2004 tutta la gamma subì un leggero restyling.
I motori a benzina iniziali erano
- 180 aspirato da 2.0 litri 129 CV
- 180 Kompressor da 1.8 litri e 143 CV
- 200 Kompressor da 2.0 litri e 163 CV (sostituito nel 2002 da propulsore da 1.8 L e stessa potenza)
- 240 V6 da 2.6 litri e 170 CV
- 320 V6 da 3.2 litri e 218 CV

I motori diesel erano 
- 200 CDI da 2.2 litri e 115 CV (poi 122 CV)
- 220 CDI da 2.2 litri e 143 CV (poi 150 CV)
- 270 CDI da 2.7 litri, cinque cilindri e 170 cv
- con il restyling 320 CDI da 3.0 litri, 6 cilindri a V e 224 CV

Era poi disponibile la versione AMG denominata 32 Kompressor AMG con un motore V6 da 3.2 litri e 354 CV e, con il restyling, la C55 AMG.
I cambi erano manuali a cinque e sei marce, più l'automatico NAG5 a cinque marce. La trazione era sull'asse posteriore, come da tradizione Mercedes, o integrale 4Matic con cambio automatico.
La produzione della seconda serie della Classe C in versione berlina terminò alla fine del 2006, SW verso l'estate 2007 e coupé, ossia Classe C Sportcoupé, nel 2008.

### Terza serie (W204, 2007-2013)

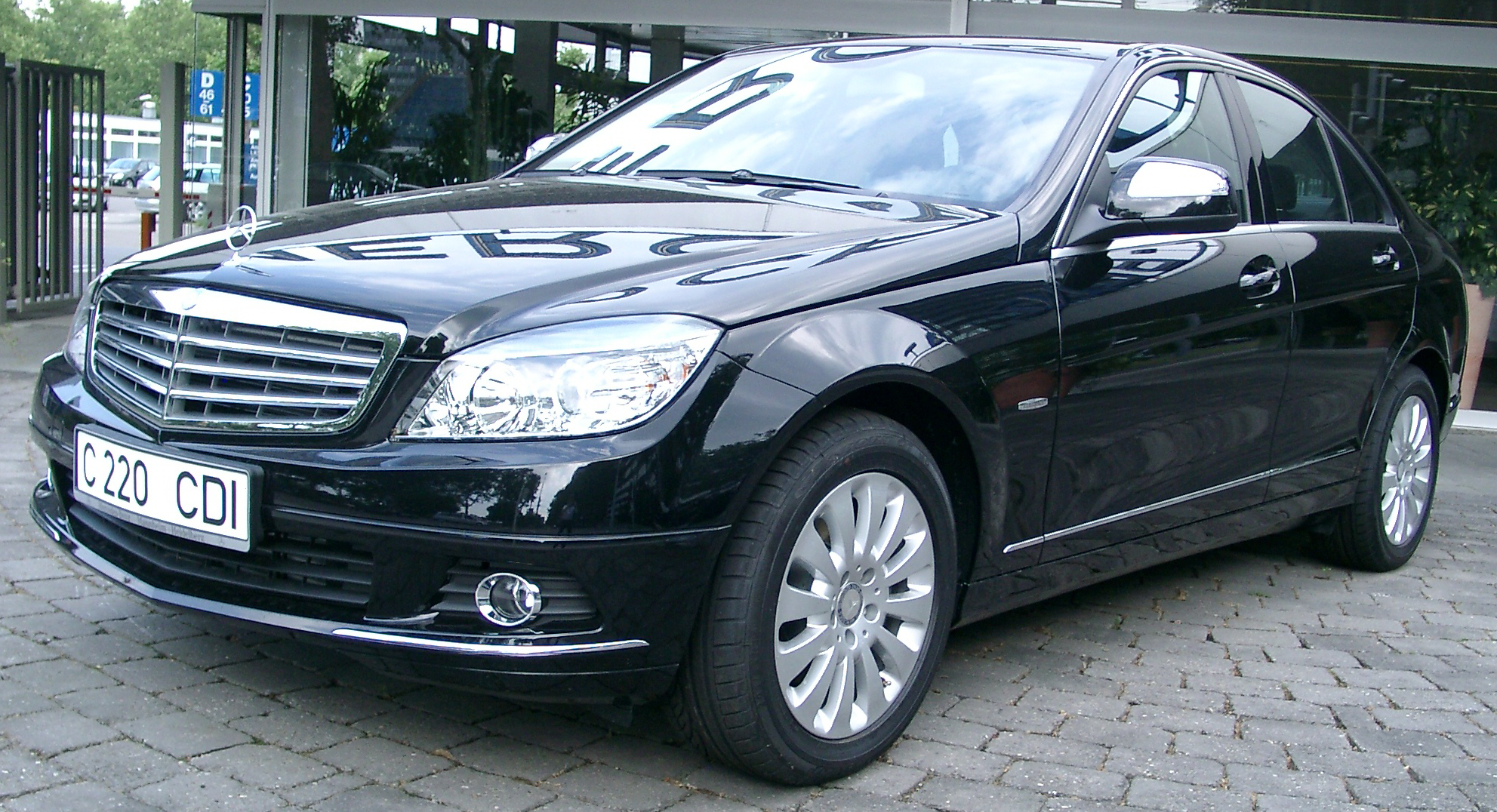
W204

Nel 2007 fu presentato il nuovo modello, che puntava maggiormente alla sportività rispetto al precedente. Le dimensioni arrivarono a 458 cm di lunghezza, 177 cm di larghezza e 145 cm di altezza. Furono introdotte le sospensioni che si adattavano in funzione della velocità (maggiore velocità, maggiore rigidezza). La trazione era posteriore.
I modelli con motore a benzina: si partiva dai quattro cilindri della C180 Kompressor (che saliva da 143 CV/220 Nm a 156 CV/229 N·m, con un consumo che scendeva di 0,3 L/100 km) e della C200 Kompressor (da 163 CV a 184 CV/250 N·m, -0,5 l/100 km). Si passò poi ai V6 benzina della C230 (204 CV), C280 (231 CV), C350 (272 CV), e C350 CGI (292 CV), quest'ultimo con iniezione diretta.
Passando ai diesel, i modelli a quattro cilindri erano la C200 CDI (da 122 a 136 CV) e la C220 CDI (da 150 a 170 CV). Anch'essi vantavano un consumo ridotto a fronte della crescita di potenza (-0,5 L/100 km). In edizione limitata "Prime Edition" [come per la GLK] fu presentata la C250 CDI, che montava un 2,2 litri biturbo da 204 CV e ben 500 N·m di coppia a 1500 giri. Il V6 fu il motore di 3,0 litri di cilindrata da 224 cavalli della 320 CDI già visto su altri modelli. Con l'introduzione della normativa Euro 5, il V6 passò a 231 e poi a 265 CV, cambiando denominazione in 350CDI.
Su tutti i modelli era di serie un cambio manuale a sei marce, salvo la C350 4Matic, la C320 CDI/350 CDI 4Matic e la C63 AMG che avevano di serie l'automatico a sette rapporti 7G-Tronic.
Diversi pacchetti incidevano direttamente sulle qualità stradali: Agility Control (sospensioni più efficaci, sterzo più diretto e cambio con innesti più diretti e precisi), Advanced Agility, con sospensioni a controllo elettronico con due diverse tarature (Sport e Control) e servosterzo ad azione variabile e una risposta più diretta ai comandi dell'acceleratore, integrata con una logica di controllo più sportiva del cambio automatico.
Era disponibile un AMG Sports Pack e la C63 AMG, da 457 CV.
Al salone di Francoforte 2007 fu presentata la versione station wagon, mentre la coupé prese il nome di CLC incominciando una nuova Classe, anche se derivava dal modello precedente, del quale in pratica non fu che un profondo restyling. Questo modello fu sostituito a metà del 2011 dalla C Coupé, di forma più classica e derivata finalmente dalla W204.

### Quarta serie (W205, 2014-2021)

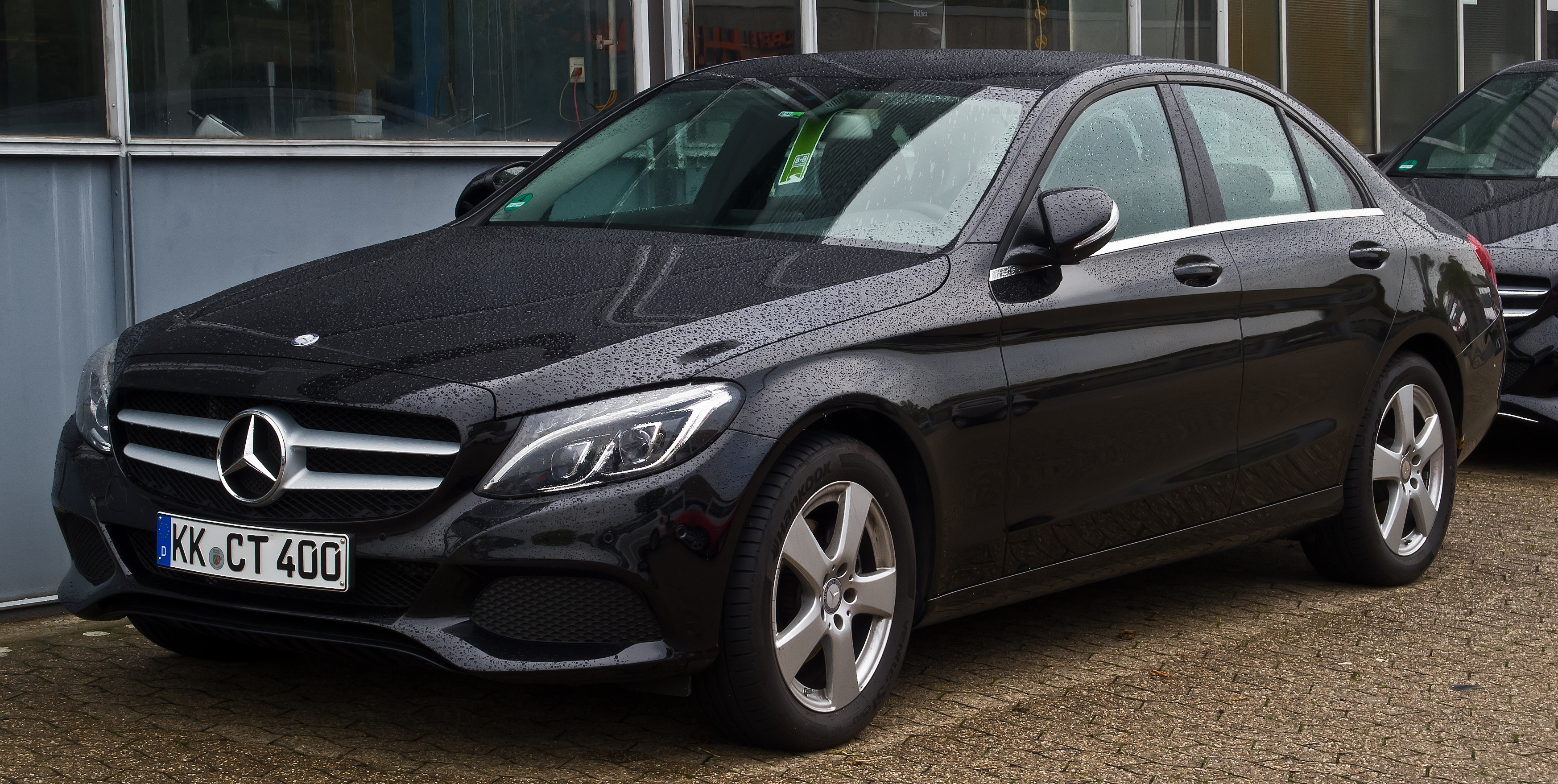
W205

La quarta serie della Classe C fu presentata al Salone dell'automobile di Detroit nel gennaio del 2014, ma era già stata rivelata mediante diffusione di foto il 16 dicembre 2013. La vettura rispettava le nuove tendenze stilistiche della Casa. La produzione  iniziò il 4 febbraio, poco dopo la presentazione di Detroit, e la commercializzazione il 15 marzo.
A maggio, presso lo stabilimento di Brema in cui veniva assemblata, si svolse la presentazione ufficiale della station wagon, la cui commercializzazione venne però avviata solo a settembre, poco prima della presentazione al grande pubblico al Salone di Parigi.
Un anno dopo, questa volta al Salone di Francoforte, fu presentata la versione coupé, che sostituì la precedente coupé su base W204. La presentazione era stata anticipata in estate 2015 da una folta serie di foto ufficiali sul web.
Nel 2018 un restyling modificò leggermente la calandra, i fari e il disegno dei cerchi. Fu ampliata la gamma di colori e furono aggiunti un volante multifunzione con touch control e una plancia digitale con un display multimediale al centro.

### Quinta serie (W206, dal 2021)

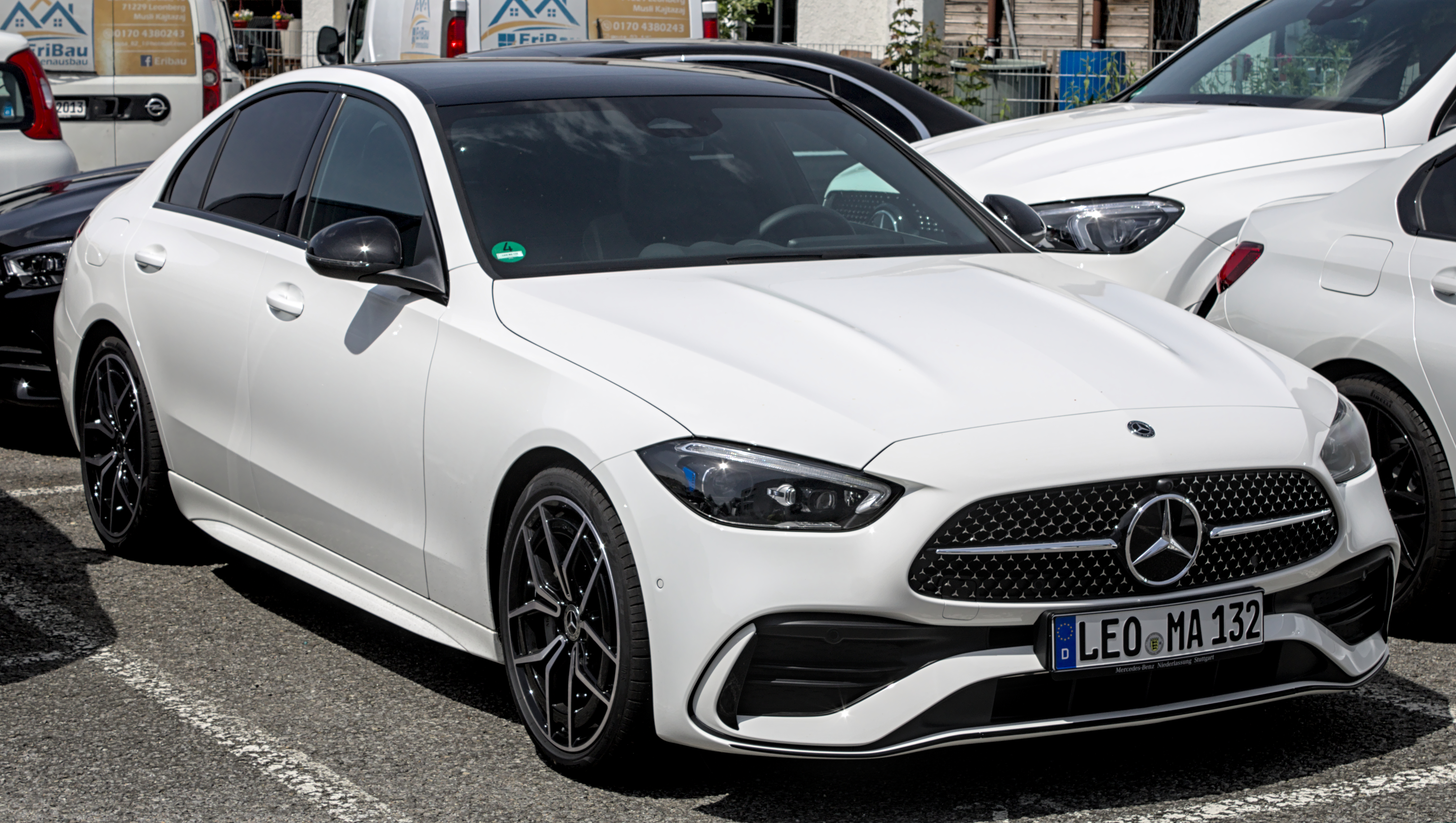
W206

Lanciata nel febbraio 2021, la quinta generazione della Classe C viene proposta unicamente come berlina e station wagon, giacché le versioni coupé e cabriolet, che pure ne sfruttano lo stesso pianale, costituiscono una gamma a parte denominata CLE, che subentra in toto alle coupé e alle cabriolet della Classe C e della Classe E. La W206 si basa sullo stesso pianale modulare MRA dei modelli di fascia superiore e le motorizzazioni sono tutte microibride, sia a benzina che a gasolio. 
Sia l'avantreno che il retrotreno della W206 sono di tipo multilink, rispettivamente con quattro bracci anteriormente e con cinque bracci posteriormente. Mentre la berlina ha molle elicoidali su entrambi gli assi, la station wagon monta molle pneumatiche al retrotreno. A richiesta è possibile avere l'asse posteriore sterzante con angolo di sterzata di 2,5 gradi: con questo sistema il raggio di sterzata si riduce di 0,4 m.
Il design degli esterni si rifà alla coeva Classe E, mentre gli interni derivano da quelli della Classe S. Dalla Classe S riprende il sistema MBUX di seconda generazione dotato di due display: uno che funge da quadro strumenti dietro il volante e un secondo posto nella parte inferiore della console centrale. Dalla ammiraglia porta in dote anche i fari dotati di una tecnologia che permette di proiettare simboli e indirizzare in maniera dinamica il fascio luminoso, attraverso una serie di piccoli specchi posti nei pressi dei LED dei fanali anteriori.

## Sicurezza automobilistica
Per quanto riguarda la sicurezza, le prime tre versioni della Classe C furono sottoposte al crash test dell'Euro NCAP: la prima nel 1997 (ottenne 2 stelle); la seconda nel 2001 (4 stelle) e nel 2002 (5 stelle); il risultato fu confermato dalla terza serie nel 2007, dalla quarta nel 2014 e dalla quinta nel 2022.